# Isabella av Armenien
Isabella I av Armenien eller Zabel av Armenien, född under 1210-talet, död 23 januari 1252, var en monark (regerande drottning) av Lilla Armenien (även känd som Armeniska Kilikien) från 1219 till 1252. Hon var den första kvinna att regera över detta armeniska kungarike, och även den sista såvida man inte räknar med Charlotte av Cypern, som till namnet var monark av Lilla Armenien två sekel senare, när riket i praktiken upphört. 

## Biografi

### Tidigt liv
Isabella var dotter till kung Leo I av Armenien och Sibylla av Cypern. Isabella föddes som den andra av två döttrar och var ursprungligen inte sin fars tronarvinge. I stället var faderns brorsdotters son, Raymond-Roupen av Antiokia, hans arvtagare. Hennes far förklarade henne som sin tronarvinge vid sin dödsbädd i maj 1219, och löste de armeniska baronerna från deras tidigare trohetsed till den före detta tronarvingen, Raymond-Roupen. 

### Tronbestigning
Isabellas rätt till tronen ifrågasattes av Raymond-Roupen och även Johan av Brienne, som med påvens stöd gjorde anspråk på tronen genom sin hustru, Isabellas äldre syster Stefanie av Armenien och sin son. Isabella hade dock stöd från Armeniens baroner, som förklarade henne för sin monark. Briennes anspråk föll år 1220, hans hustru och son, på vilka han hade grundat sina anspråk, avled. Raymond-Roupen tillfångatogs och dödades år 1222 då han försökte erövra tronen. 
Isabella var ett barn då hon besteg tronen, och hon ställdes under förmynderskap av först Adam av Baghras och efter dennes död, under Constantine av Baberon, medlem av den mäktiga familjen Hethumia. 

### Första äktenskapet
Regenten Constantine av Baberon arrangerade år 1222 ett äktenskap mellan Isabella och prins Filip av Antiokia, som sågs som ett beskydd mot muslimerna. Filip konverterade till den ortodoxa kyrkan och blev hennes prinsgemål. Hon var endast omkring sex år gammal, och fick inga barn under sitt första äktenskap. Filip gjorde sig impopulär i Armenien med sitt förakt för allt armeniskt, och då han ryktades planera att överlämna landet till Antiokia 1224 tillfångatogs han och Isabella av baronerna på väg till Antiokia. Filip fängslades, och blev troligen förgiftad 1225. 

### Andra äktenskapet
Isabella beslöt vid Filips död att abdikera och gå i kloster, och flydde till malteserorden i Seleukia. Malteserorden utelämnade henne dock till Constantine av Barbaron genom att sälja den borg där hon vistades under deras beskydd. 
Constantine av Baberon tvingade henne därefter att gifta sig med sin son, Hethum. Äktenskapet förenade Armeniens två mäktigaste dynastier, och Hethum utnämndes i juni 1226 till genom äktenskap till hennes samregent under namnet Hethum I. Isabella var vid denna tidpunkt ännu inte vuxen. 
Isabella vägrade länge att fullborda äktenskapet: hon vägrade även att bo med Hethum, och vägrade under flera år att bo med honom. Hon fick stöd av furstendömet Antiokias monark, som försökte övertalade påven att annullera Isabellas äktenskap. Påven godkände slutligen äktenskapet mot Isabellas vilja år 1237. Hon tvingades därmed leva med sin make. Hon fick sju barn under sitt andra äktenskap. 
Isabella beskrivs som dygdig och from, och prisades för sina goda gärningar. Trots att hon blev monark som barn och sedan tvingades gifta sig med en man som blev hennes medregent innan hon ännu var vuxen, tycks Isabellas position som monark ändå har respekterats: efterlämnade dokument visar att hennes underskrift fanns vid sidan av hennes makes på offentliga handlingar.